# Stanislav Vlček
Stanislav Vlček (Vlašim, 26 februari 1976) is een Tsjechische voetballer. Hij stopte eind 2012 met zijn voetbalcarrière. Hij heeft onder andere gespeeld bij FC Bohemians Praag, SK Sigma Olomouc, Dynamo Moskou, RSC Anderlecht en Slavia Praag.
Vlček speelde sinds 2000 veertien wedstrijden voor de Tsjechische nationale ploeg. Hij speelde in de periode 1996-1997 ook zeven interlands voor de U-21 van Tsjechië, daarin kon hij één keer scoren.

## Carrière
| seizoen    | club                       | land     | competitie         | wed. | goals |
| ---------- | -------------------------- | -------- | ------------------ | ---- | ----- |
| 1993-1996  | FC Bohemians Praag         | Tsjechië | Druhá liga         | 58   | 6     |
| 1996/97    | SK Dynamo České Budějovice | Tsjechië | Druhá liga         | 29   | 2     |
| 1997-2004  | SK Sigma Olomouc           | Tsjechië | Gambrinus liga     | 181  | 42    |
| 2004       | Dynamo Moskou              | Rusland  | Premjer-Liga       | 13   | 2     |
| 2004-2007  | Slavia Praag               | Tsjechië | Gambrinus liga     | 97   | 38    |
| 2007/08    | RSC Anderlecht             | België   | Jupiler League     | 15   | 5     |
| 2008/09    | RSC Anderlecht             | België   | Jupiler Pro League | 11   | 4     |
| 2009/10    | Slavia Praag               | Tsjechië | Gambrinus liga     | 23   | 2     |
| 2010/11    | Slavia Praag               | Tsjechië | Gambrinus liga     | 17   | 3     |
| 2011/12    | Slavia Praag               | Tsjechië | Gambrinus liga     | 16   | 1     |
| Totaal     |                            |          |                    | 453  | 103   |
| Bijgewerkt | 20-02-2012                 |          |                    |      |       |